# 崔喜準
崔 喜準（チェ・ヒジュン、朝鮮語: 최희준、1936年5月30日 - 2018年8月24日）は、大韓民国の歌手、政治家。第15代大韓民国国会議員。
本貫は朔寧崔氏。本名は崔省準（チェ・ソンジュン、朝鮮語: 최성준）、雅号は小軒である。カトリック教徒。

## 生涯
京城府に生まれ、京福高等学校を卒業、ソウル大学校法科大学に入学した。ソウル大学校法科大学3年生の時、1957年にファン・ビョンギとともに参加したソウル大学校祭でシャンソン『枯葉』を歌って入賞した後、1959年の卒業とともにパピ・キム（本名キム・アニョン）を通じて米軍の舞台で歌手生活を始めた。1960年の最初の作品である『私たちの恋人はオールドミス』という曲で本格的に活動を始めた。『オムチョシハ』（1961年、文化放送ドラマ主題歌）発表後、1961年9月、海兵芸能隊に入隊した。
1964年2月に除隊した後、『裸足の青春』、『下宿生』などを発表し、変わらぬ人気を博し、1964年には名門大出身歌手のバンド「フォークロバーズ」のボーカルとして活動した。1974年にアルバム『道』を発表した後、事業家に転身し、1982年に映画『冬の女2部』の端役で出演した。
1995年、政界に復帰した金大中の新党の新政治国民会議の発起人として参加し、翌年の第15代総選挙で京畿道安養市東安区甲選挙区から出馬して当選し、国会議員を1期務めた。その後、韓国文芸振興院常任監事（2001年〜2003年）、韓国大衆音楽研究所所長（2003年〜2006年）を務めた後、歌手活動を再開した。2018年8月24日に持病により死去した。享年82歳。

### 名前の由来
「崔喜準」という芸名は『私たちの恋人はオールドミス』の作曲家のソン・ソグが「いつも笑いを失わないように」という願いを込めて付けたものである。
あだ名は「蒸しパン」である。これはコメディアンのク・ボンソが舞台の上の崔を見て、照明の熱さで短く切ったスポーツ刈りの頭から湯気が出る姿がまるで蒸しパンに見えるから付けたものである。

## 経歴
- 1987.12~1988.2 平和民主党党務委員
- 1996~2000.5 第15代国会議員（新政治国民会議→新千年民主党→無所属）
  - 新政治国民会議党務委員
  - 1997.7 国民会議文化芸術特別委員会委員長
  - 新千年民主党党務委員
  - 無所属（2000年2月8日~2000年5月29日）
- 1998.8~2000.5 国会文化観光委員会委員
- 1999.9 国会予算決算特別委員会委員
- 1996~1998朔寧崔氏大宗会長
- 2001.4~2004.3文芸振興院常任監事
- 2004 韓国大衆音楽研究所理事長

## 広告
- 1983年 大熊製薬(ウルサ、ジミコール)
- 1989年 八道 八道ソルロンタン麺

## 受賞
- 1995年 第2回歌謡大賞特別功労賞
- 2007年文化勲章
- 2007年 第14回大韓民国芸能芸術賞大賞